# Bethany Galat
Bethany Galat (Mishawaka, 10  de agosto de 1995) es una deportista estadounidense que compite en natación, especialista en el estilo braza.
Ganó una medalla de plata en el Campeonato Mundial de Natación de 2017 y una medalla de plata en el Campeonato Mundial de Natación en Piscina Corta de 2018, ambas en la prueba de 200 m braza.

## Palmarés internacional
| Campeonato Mundial                  | Campeonato Mundial | Campeonato Mundial | Campeonato Mundial |
| Año                                 | Lugar              | Medalla            | Prueba             |
| ----------------------------------- | ------------------ | ------------------ | ------------------ |
| 2017                                | Budapest (Hungría) | Medalla de plata   | 200 m braza        |
| Campeonato Mundial en Piscina Corta |                    |                    |                    |
| Año                                 | Lugar              | Medalla            | Prueba             |
| 2018                                | Hangzhou (China)   | Medalla de plata   | 200 m braza        |